# Кампањ (Дордоња)
Кампањ (фр. Campagne) насеље је и општина у југозападној Француској у региону Аквитанија, у департману Дордоња која припада префектури Сарла ла Канеда.
По подацима из 2011. године у општини је живело 398 становника, а густина насељености је износила 27,64 становника/km². Општина се простире на површини од 14,4 km². Налази се на средњој надморској висини од 60 метара (максималној 245 m, а минималној 52 m).

## Демографија
| 1962. | 1968. | 1975. | 1982. | 1990. | 1999. | 2011. |
| ----- | ----- | ----- | ----- | ----- | ----- | ----- |
| 197   | 242   | 220   | 220   | 281   | 310   | 398   |

График промене броја становника у току последњих година